# زوال بشری (مانگا ایتو)
زوال بشری (ژاپنی: 人間失格 هپبورن: Ningen Shikkaku) یک مجموعه مانگا ژاپنی است که توسط جونجی ایتو نوشته و طراحی شده‌است. این مجموعه با الهام از رمانی به همین نام اثر اوسامو دازای ساخته شده‌است. این مجموعه توسط شوگاکوکان از مه ۲۰۱۷ الی آوریل ۲۰۱۸ در مجلهٔ بیگ کامیک اورجینال به چاپ رسید، و فصل‌های آن در سه جلد تانکوبون جمع‌آوری شد.
زوال بشری از دید دفترچه‌هایی به جا مانده از اوبا یوزو روایت می‌شود، مردی آشفته که شخصیت واقعی خود و افکارش را پشت نقابى همیشه خندان استتار کرده و قادر به افشای آن به دیگران نمی‌باشد، و در عوض چهره به ظاهر شاد خودش را حفظ می‌کند. این اثر از سه فصل یا «یادداشت» تشکیل شده‌است، که به شرح وقایع زندگی اوبا از اوایل کودکی تا اواخر دهه بیست سالگی‌اش می‌پردازد.